# Pesi mediomassimi (MMA)
La divisione dei pesi mediomassimi o massimi leggeri nelle arti marziali miste raggruppa i lottatori di peso compreso tra gli 83 e i 93 kg (186 e 205 libbre).
Essa si colloca tra la categoria dei pesi medi e quella dei pesi massimi. Ci sono diverse interpretazioni del termine "light heavyweight". Nell'ex Pride Fighting Championships la divisione fino a 93 kg era conosciuta come "middleweight" (pesi medi) non esistendo una divisione chiamata light heavyweight. Questa divisione esisteva comunque già prima di essere adottata dall'UFC. La Pancrase light heavyweight division prevedeva lottatori fino ai 90,5 kg (199 libre), misura in seguito corretta a 93 kg.
Il limite massimo di 93 kg è stato definito dalla Commissione Atletica dello stato del Nevada.

## Campioni attuali
| Organizzazione | Inizio regno     | Campione         | Record   | Evento                        | Difese |
| -------------- | ---------------- | ---------------- | -------- | ----------------------------- | ------ |
| UFC            | 9 marzo 2025     | Magomed Ankalaev | 21-1-1   | UFC 313                       | 0      |
| Bellator       | 21 agosto 2020   | Vadim Nemkov     | 17-2 (1) | Bellator 244                  | 5      |
| KSW            | 24 febbraio 2024 | Rafał Haratyk    | 20-5-2   | KSW Epic: Khalidov vs. Adamek | 1      |
| M-1 Global     | 14 marzo 2014    | Stephan Pütz     | 12-1     | M-1 Challenge 46              | 2      |

## Divisione pesi MMA
| Nome classe di peso | Limite massimo      | Limite massimo | Categoria    |
| Nome classe di peso | in chilogrammi (kg) | in libbre (lb) | Categoria    |
| ------------------- | ------------------- | -------------- | ------------ |
| Pesi atomo          | 48                  | 105.8          | Donna        |
| Pesi paglia         | 52                  | 114.6          | Donna        |
| Pesi mosca          | 57                  | 125.7          | Uomo / Donna |
| Pesi gallo          | 61.5                | 135.6          | Uomo / Donna |
| Pesi piuma          | 65.5                | 144.4          | Uomo / Donna |
| Pesi leggeri        | 70                  | 154.3          | Uomo         |
| Pesi welter         | 77                  | 169.8          | Uomo         |
| Pesi medi           | 84                  | 185.2          | Uomo         |
| Pesi mediomassimi   | 93                  | 205.0          | Uomo         |
| Pesi massimi        | 120                 | 264.6          | Uomo         |
| Openweight          | -                   | -              | Uomo / donna |